# Plešivec (Dubá)
Plešivec (německy Kahlenberg) je malá vesnice a část města Dubá v okrese Česká Lípa. Nachází se asi 2,5 kilometru východně od Dubé. Na území osady byla amatérským historikem Petrem Randusem u čp. 7 objevena dříve zcela neznámá opevněná lokalita, který ji ztotožnil se zaniklou tvrzí Lov.[zdroj?] Plešivec leží v katastrálním území Korce o výměře 6,13 km².

## Historie
První písemná zmínka o vesnici pochází z roku 1720.

## Obyvatelstvo
Při sčítání lidu v roce 1921 ve vsi žilo 121 obyvatel (z toho 57 mužů), z nichž byli tři Čechoslováci a 118 Němců. Kromě šesti evangelíků byli římskými katolíky. Podle sčítání lidu z roku 1930 měla vesnice 99 obyvatel: sedm Čechoslováků a 92 Němců S výjimkou čtyř evangelíků se hlásili k římskokatolické církvi.